# Perzej Makedonski
Perzej Makedonski (oko 212. pr. Kr. - Alba Fuciens, oko 165. pr. Kr.), posljednji makedonski kralj, vladao 179. – 168. pr. Kr., član i posljednji vladar dinastije Antagonida. Nakon što je poražen u ratu protiv Rimskog Carstva, Makedonija je postala rimska provincija.
Perzej je bio sin Filipa V. Makedonskog. Godine 181. pr. Kr., Perzej je nagovorio Filipa V. da pogubi svog sina Demetrija, koji je bio u dobrim odnosima s Rimljanima. Godine 179. pr. Kr. naslijedio je oca na makedonskom prijestolju. Ubrzo su se odnosi s Rimljanima počeli pogoršavati. Perzej je počeo uspostavljati dobre odnose i savezništva s Rodosom, Etolijom, Tesalijom i Trakijom.
Kada je uz pratnju vojske posjetio svetište Delfi, pergamski kralj Eumen II. zatražio je intervenciju Rimljana. 171. pr. Kr. započeo je Treći rimsko-makedonski rat. Perzej je poražen od rimskog konzula Lucija Emilija Paula u odlučnoj bitci kod Pidne, 168. pr. Kr. Posljednje godine života proveo je u rimskom zatočeništvu.